# ۱٬۸-دی‌آزافلوئورن-۹-اون
۱،۸-دی‌آزافلوئورن-۹-یک (به انگلیسی: 1,8-Diazafluoren-9-one) با فرمول شیمیایی C۱۱H۶N۲O یک ترکیب شیمیایی است. که جرم مولی آن ۱۸۲٫۱۸ g/mol می‌باشد. 